# Olešná
Olešná je naseljeno mjesto u okrugu Čadca u Žilinskom kraju u Slovačkoj.

## Stanovništvo
| Godina:     | 1993. | 2003.   | 2013.   | 2023.   |
| ----------- | ----- | ------- | ------- | ------- |
| Broj ljudi: | 2141  | 2069    | 1949    | 1900    |
| Razlika:    |       | -3,36 % | -5,79 % | -2,51 % |

| Godina:     | 2022. | 2023.   |
| ----------- | ----- | ------- |
| Broj ljudi: | 1908  | 1900    |
| Razlika:    |       | -0,41 % |

Prema podatcima o broju stanovnika iz 2023. godine naselje je imalo 1900 stanovnika.

## Vanjske poveznice
|  | Zajednički poslužitelj ima još gradiva o temi Olešná |

- Službena stranica naselja (sl.)